# Cleopatra (1963)
Cleopatra  ist ein von Twentieth Century Fox produzierter Monumentalfilm von Joseph L. Mankiewicz aus dem Jahr 1963. Der Film erzählt das Leben der ägyptischen Pharaonin Kleopatra VII. ausgehend von Carlo Maria Franzeros romanhafter Biografie Kleopatra. Ihr Leben und ihre Zeit (englischer Originaltitel: The Life and Times of Cleopatra). Die Premiere des Films fand am 12. Juni 1963 in New York City statt.

## Handlung
Nach der Schlacht von Pharsalos, der Entscheidungsschlacht der Römischen Bürgerkriege, bei der Gnaeus Pompeius Magnus von Gaius Iulius Caesar vernichtend geschlagen wird, flüchtet Pompeius nach Ägypten zu Pharao Ptolemaios XIII. und dessen Schwester Kleopatra VII. Als Caesar hinterherreist, erfährt er, dass Pompeius in Ägypten ermordet wurde; ferner ist er verwundert, nur Ptolemaios, aber nicht Kleopatra vorzufinden.
Am Abend schmuggelt sich Kleopatra in einem Teppich, den Caesar über einen Boten als Geschenk von Kleopatra überreicht bekommt, zu Caesar. Caesar, der lediglich die Zwistigkeiten zwischen Ptolemaios und Kleopatra schlichten will, wird von Kleopatra gebeten, sie zur Königin von Ägypten zu machen; sie bleibt jedoch mit ihrer Bitte erfolglos.
Bei einem weiteren Gespräch im Bad der Kleopatra bekräftigt diese ihre Forderung nach dem ägyptischen Thron. Als Caesar Nachricht erhält, dass die Ägypter ihre Kriegsflotte bereit machen, gibt er Befehl, am nächsten Tag Feuer zu legen, um diese zu zerstören. Das Feuer greift jedoch auf die Innenstadt über und zerstört auch die Bibliothek von Alexandria. Die nun folgende Schlacht zwischen der römischen und der ägyptischen Flotte geht für die Römer siegreich aus.
Nachdem ein Giftanschlag von Ptolemaios’ Hofkämmerer Pothinus auf Kleopatra fehlschlägt, wird Pothinus von Caesar zum Tode verurteilt; Ptolemaios wird von Caesar der Vormundschaft durch Rom als unwürdig erachtet und ins Feldlager des Achillas verbannt. So hat Caesar es geschafft, Kleopatra auf den ägyptischen Thron zu verhelfen. Aus Caesar und Kleopatra wird – während Caesars rechtmäßige Ehefrau Calpurnia in Rom verweilt – ein Paar; Kleopatra, die davon träumt, mit Caesar die Welt zu beherrschen, bringt den Sohn Caesarion zur Welt.
Im römischen Senat wächst unterdessen der Unmut über Caesars Verhalten. Caesar kehrt in der Zwischenzeit nach Rom zurück; er verspricht, Kleopatra so bald wie möglich nachzuholen. In Rom wird Caesar zum Diktator auf Lebenszeit ernannt. Wenig später erfährt Kleopatra in Rom einen pompösen Empfang. Als Caesar dahinterkommt, dass sein Diktatortitel ihm nur eingeschränkte Macht bringt, und daher fordert, zum Imperator ernannt zu werden, bildet sich um seinen Stiefsohn Marcus Iunius Brutus eine Verschwörung mit dem Ziel, Caesar zu töten. Als Caesar an den Iden des März in den Senat will, um seine neuen Ehren als Imperator zu empfangen, hat Calpurnia einen Alptraum über das ihm drohende Schicksal; Caesar lässt sich jedoch von ihrer Warnung nicht beirren. In einer Vision sieht Kleopatra, wie Caesar von seinen Attentätern erstochen wird. Da Kleopatra für sich und Caesarion keine Zukunft in Rom sieht, kehrt sie mit ihm nach Ägypten zurück. Aus der Schlacht bei Philippi gehen Marcus Antonius und Octavian (der spätere Augustus) als Sieger hervor; Brutus stirbt. Antonius und Octavian bilden gemeinsam mit Marcus Aemilius Lepidus ein Triumvirat.
Obwohl Antonius dem Senat Caesarions Ansprüche auf die Nachfolge Caesars vorbringt, wird Octavian Erbe von Cäsars Namen und Besitz. Da Antonius für die bevorstehende Schlacht gegen die Parther Geld braucht, lässt er Kleopatra um Hilfe bitten. Nachdem Kleopatra eine Erfüllung dieser Bitte erst verweigert, treffen sie und Antonius sich schließlich in Tarsus. Nach einem rauschenden Fest verleben Antonius und Kleopatra eine Liebesnacht miteinander. Der Senat ist in Aufruhr, dass Antonius und Kleopatra ein Paar sind; mit dem eigennützigen Ziel, durch Antonius’ Abwesenheit selbst Caesar sein zu können, spielt Octavian die Bedeutung dieser Liaison herunter.
Antonius schafft es, in Rom einen Vertrag auszuhandeln, der Ägypten mit Rom verbündet; jedoch findet auch eine Ehe aus Staatsräson zwischen Antonius und Octavians Schwester Octavia statt. Als im Lauf des folgenden Jahres Antonius’ Gesandte nicht zu Kleopatra vorgelassen werden, tritt Antonius schließlich selbst vor Kleopatras Thron, um einen Vertrag mit Kleopatra auszuhandeln. Die gekränkte Kleopatra behandelt ihn jedoch wie einen Bittsteller. Sie verlangt die Vermählung mit Antonius, die Einsetzung von Caesarion als König von Ägypten sowie ein Achtel des römischen Reiches als Gebietsabtretung an Ägypten.
Als Krieg zwischen Rom und Ägypten droht, will Kleopatras alter Lehrer Sosigenes sich in Rom für Frieden einsetzen, wird jedoch von Octavian ermordet. An der Westküste Griechenlands kommt es nun zur Schlacht bei Actium. Als Antonius’ Schiff brennt und Kleopatra ihn für tot hält, befiehlt diese die Rückreise nach Ägypten. Antonius hingegen fühlt sich im Stich gelassen und folgt ihr per Boot; Octavian gewinnt die Schlacht.
Nach Ägypten zurückgekehrt, fleht Kleopatra Antonius um Verzeihung an. Octavian marschiert mit seinen Truppen nach Ägypten und fordert von Kleopatra als Zeichen ihres guten Willens Antonius’ Kopf. Nach einem klärenden Streitgespräch zwischen Antonius und Kleopatra macht sich Antonius auf den Weg, Octavian zu vertreiben. Kleopatra lässt Caesarion in Sicherheit bringen; sie selbst bleibt in Alexandria und zieht sich in ihre Gruft zurück; wenn Antonius komme, solle ihr Diener Apollodorus ihm ausrichten, dass sie sich am allerletzten einem Menschen möglichen Zufluchtsort befände. In der Nacht vor der entscheidenden Schlacht wird Antonius von seinen Soldaten im Stich gelassen; seinen General Rufio findet er ermordet vor.
Antonius reitet nach Alexandria. Nach Apollodorus’ Nachricht glaubend, Kleopatra sei tot, rammt sich Antonius sein Schwert in den Leib. Apollodorus bringt den sterbenden Antonius zu Kleopatras Gruft, wo er in Kleopatras Armen stirbt. Als Octavian Alexandria erreicht, willigt Kleopatra unter der Bedingung, dass Caesarion und seine Nachfahren über Ägypten herrschen sollen, ein, mit Octavian nach Rom zu kommen; sie schwört ihm beim Leben ihres Sohnes, sich bis dahin nichts anzutun. Doch in ihren Gemächern trifft Kleopatra sogleich die Vorbereitungen für ihre allerletzte Reise und lässt eine Nachricht an Octavian schicken. Dieser findet jedoch nur noch Kleopatras aufgebahrten Leichnam vor.

## Produktionsgeschichte
In Spanien, Italien, Ägypten und in den Pinewood Studios in London entstanden die Kulissen, die die antiken Städte Alexandria und Rom darstellen sollten.
Die Produktion gestaltete sich als sehr schwierig, da Elizabeth Taylor wiederholt schwer erkrankte und das Drehbuch und die Dekorationen nicht termingerecht fertig wurden. Die Dreharbeiten mussten darum wiederholt über Monate unterbrochen und Regisseure und Darsteller ausgetauscht werden. Rouben Mamoulian, der zunächst als Regisseur vorgesehen war, wurde durch Mankiewicz ersetzt, der in der Postproduktionsphase wiederum durch Darryl F. Zanuck ersetzt wurde. Mankiewicz hatte mit Taylor zuvor bereits den Film Plötzlich im letzten Sommer inszeniert. Rex Harrison und Richard Burton waren Ersatz für Peter Finch und Stephen Boyd, die nach den monatelangen Produktionsverzögerungen ausscheiden mussten, weil sie andere Verpflichtungen hatten. Die Dreharbeiten mit der endgültigen Besetzung begannen am 25. September 1961 in den römischen Cinecittà-Studios und endeten am 23. Juni 1962 auf Ischia.
Aufgrund dieser Probleme stieg das anfangs auf zwei Mio. Dollar veranschlagte Budget um ein Vielfaches an. Der Film galt mit Produktionskosten von 44 Millionen US-Dollar – inflationsbereinigt 300 Millionen US-Dollar (2009) – bis zum Erscheinen des Films Avatar im Jahre 2009 als der teuerste Spielfilm aller Zeiten. Diese immensen Kosten, die durch Einspielerlöse erst im Jahre 1966 ausgeglichen werden konnten, trieben die Produktionsfirma 20th Century Fox an den Rand des finanziellen Ruins. Bis heute hat der Film insgesamt 430 Millionen US-Dollar (inflationsbereinigt) eingespielt.
Taylor bestand darauf, dass der Film im Todd-AO-Format produziert wurde, das ihr 1958 verstorbener Ehemann Michael Todd entwickelt hatte und an dem sie als Erbin immer noch mitverdiente. Taylor war, als Inhaberin der nur für dieses Filmprojekt ins Leben gerufenen Firma MCL (= Anfangsbuchstaben ihrer Kinder Michael, Christopher und Liza), auch Koproduzentin von Cleopatra. Da ihr vertraglich zehn Prozent der Gesamteinnahmen des Films zustanden, verdiente sie daran insgesamt mehr als sieben Millionen US-Dollar.
Während der Dreharbeiten verliebten sich Elizabeth Taylor und Richard Burton ineinander, was von der Öffentlichkeit als einer der größten Skandale der Zeit aufgenommen wurde, da beide noch mit anderen Partnern verheiratet waren und Taylor von der Boulevardpresse aufgrund ihrer privaten Vorgeschichte bereits vorher als promisk gebrandmarkt worden war. Taylor erhielt für ihren Filmauftritt die schlechtesten Kritiken ihrer bisherigen Karriere. Ihr Biograf Randy Taraborrelli bemängelt insbesondere die Flachheit der Liebesszenen mit Burton, erklärt diese aber gleichzeitig so, dass Taylor und Burton sich am Set so haben zusammenreißen müssen, dass sie damit über das Ziel weit hinausgeschossen seien.
Der Film wurde später drastisch gekürzt. Die VHS von CBS / Fox hatte eine Laufzeit von rund drei Stunden und war somit mehr als eine Stunde geschnitten.
Die integrale Fassung von rund vier Stunden Spieldauer wurde im September 1996 erstmals im Fernsehen ausgestrahlt, wobei die rekonstruierten Teile mit Untertiteln versehen wurden. Aus dem Audiokommentar der vollständig synchronisierten DVD (die nachsynchronisierten Stellen sind deutlich erkennbar) geht laut Aussage von Martin Landau hervor, dass noch fast eine Stunde Material nicht veröffentlicht wurde und diese Fassung noch nicht ganz der ursprünglich gedachten Fassung entspreche.

## Auszeichnungen
Der Film gewann bei der Oscar-Verleihung für das Jahr 1963 im Frühjahr 1964 vier Oscars und wurde für sechs weitere Academy Awards nominiert.
Auszeichnung
- Beste Ausstattung
- Beste Kamera
- Bestes Kostümdesign
- Beste Spezialeffekte

Nominierung
- Bester Männlicher Hauptdarsteller: Rex Harrison
- Bester Filmschnitt
- Beste Musik
- Bester Film
- Bester Ton
- Bestes Licht

## Synchronsprecher
Die Synchronsprecher für die deutsche Fassung:
| - Cleopatra: Rosemarie Fendel, Madeleine Stolze (neue Szenen) - Marcus Antonius: Ernst Wilhelm Borchert, Ekkehardt Belle (neue Szenen) - Julius Caesar: Hans Nielsen, Randolf Kronberg (neue Szenen) - Octavian: Sebastian Fischer - Sosigenes: Robert Klupp - Apollodorus: Martin Hirthe, Crock Krumbiegel (neue Szenen) - Pothinus: Siegmar Schneider - Brutus: Michael Chevalier - Agrippa: Helmo Kindermann - Rufio: Manfred Andrae - Germanicus: Jan Hendriks, Horst Niendorf (neue Szenen) - Octavia: Bettina Schön | - Theodotos: Paul Wagner - Achillas: Franz Nicklisch - Cicero: Alfred Balthoff - Ptolemäus: Gerd Vespermann - Canidius: Konrad Wagner - Casca: Alexander Welbat - Cassius: Peter Elsholtz - Cimber: Horst Niendorf - Euphranur: Eric Vaessen - Palastwache: Klaus Miedel - Erzähler: Paul Klinger, Michael Brennicke (neue Szenen); (Originalfassung: Ben Wright) |

## Kritiken
- „Publikumswirksamer Monumentalfilm (…). Die bislang kursierende, stark gekürzte Kinoversion präsentierte sich als ein von Gefühlen überlagertes Werk nach dem Motto, daß Geschichte auf dem Schlachtfeld entschieden und Politik im Schlafzimmer gemacht wird. Die vollständige Fassung ermöglicht erstmals einen Einblick in den kompositorischen Rhythmus des Films, da Dialogszenen und ausufernde Schlachtszenen nun in den Fluß der Handlung eingebunden sind und im filigranen Netz der (Gold-)Symbole als Zeichen für den Übergang und die Übergabe der Macht motiviert erscheinen.“ –Lexikon des internationalen Films (CD-ROM-Ausgabe), Systhema, München 1997.

- „Sandalenepos (…); reich an Schaueffekten. Obwohl der Schinken vier Oscars gewann, wurde er einer der teuersten Reinfälle der Kinogeschichte. Mäßig unterhaltend, platter Kitsch.“ (Wertung: zwei Sterne = durchschnittlich) – Adolf Heinzlmeier und Berndt Schulz in Lexikon Filme im Fernsehen (Erweiterte Neuausgabe). Rasch und Röhring, Hamburg 1990, ISBN 3-89136-392-3, S. 131.

## Filmfehler
- Nach Ankunft in Alexandria befiehlt Caesar seinen Befehlshabern auf „Korn und Mais“ (im engl. Original: corn and wheat) zu achten, doch gelangte der Mais erst 1500 Jahre später – nach der Entdeckung Amerikas 1492 – in Länder östlich des Atlantiks.
- Im Film (zumindest eindeutig in der deutschen Synchronisation) wird der römische Admiral Agrippa als Schwiegervater von Octavia, der Schwester des späteren Kaisers Augustus, dargestellt, tatsächlich aber war Octavia rund sechs Jahre älter als Agrippa und ihr erster Ehemann Gaius Claudius Marcellus stand in keiner verwandtschaftlichen Beziehung mit Agrippa.